# Carl Garrè

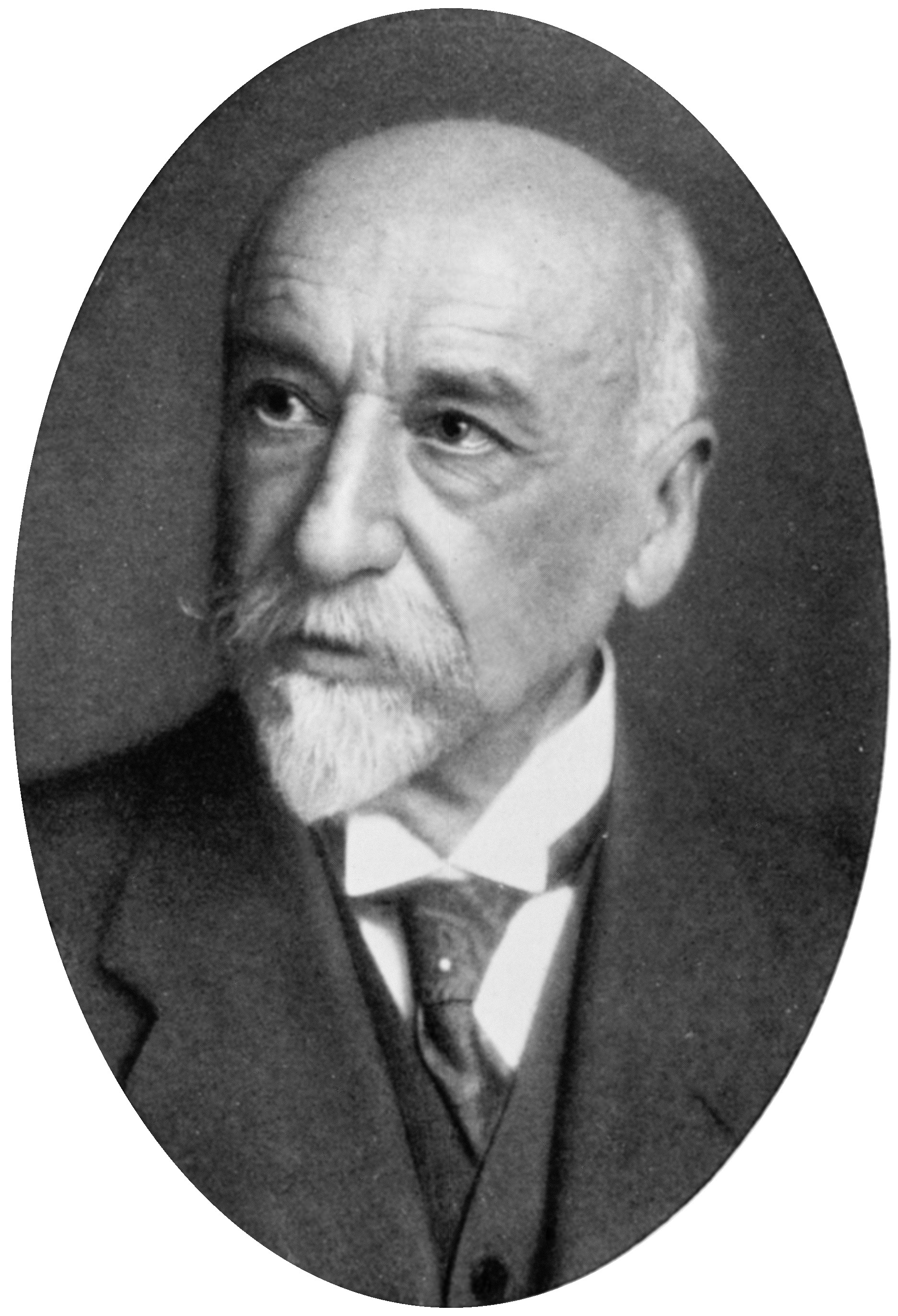
Carl Garrè, vor 1927

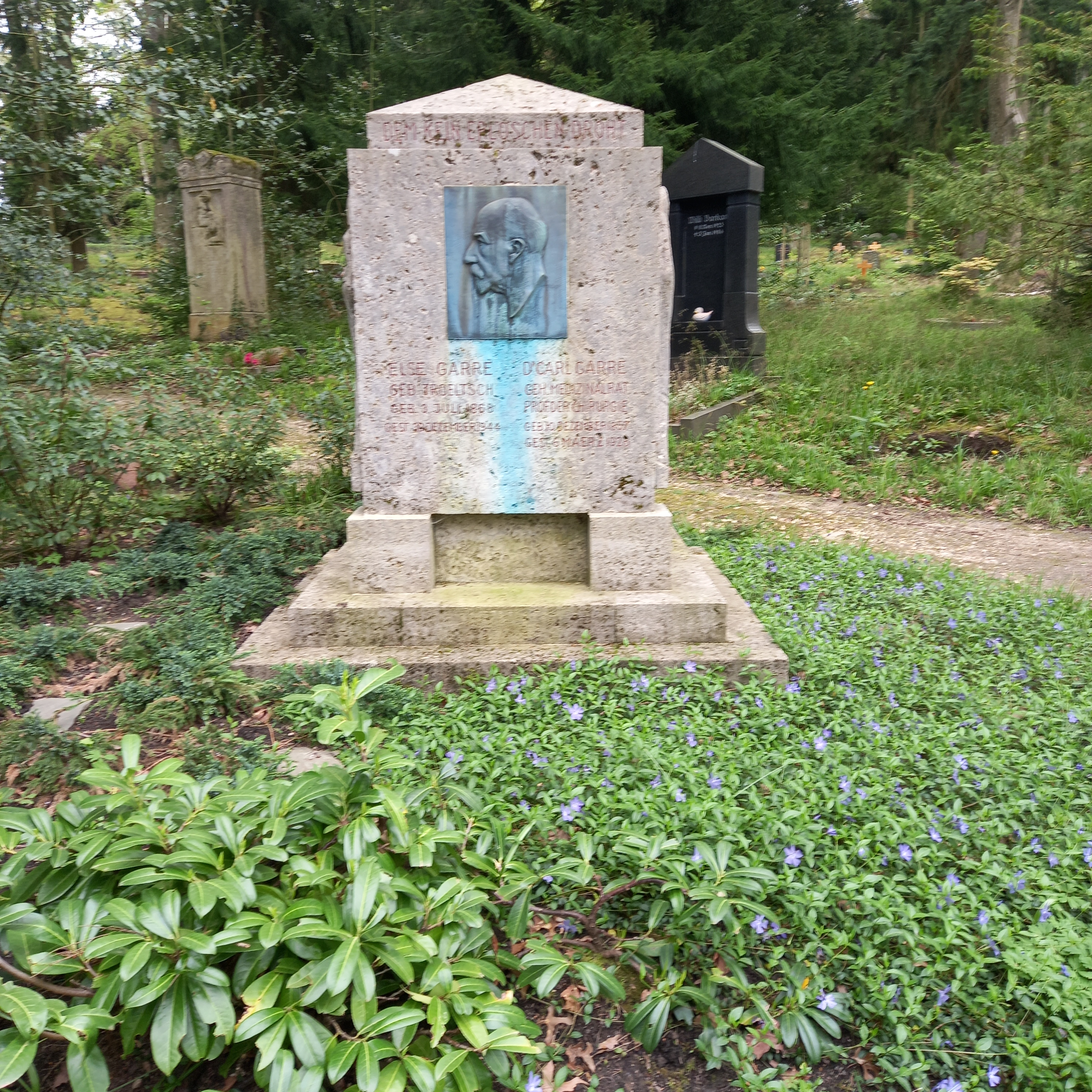
Das Grab von Carl Garrè und seiner Ehefrau Else geborene Tröltsch auf dem Poppelsdorfer Friedhof in Bonn

Carl Alois Philipp Garrè, geschrieben auch Karl Garrè (* 11. Dezember 1857 in Ragaz; † 6. März 1928 in Puerto de la Cruz), war ein Schweizer Chirurg und Hochschullehrer.

## Leben
Garrè studierte zunächst ein Jahr am Eidgenössischen Polytechnikum in Zürich, stieg dann aber auf Medizin um und absolvierte sein Studium an der Universität Bern und der Universität Leipzig. Mit einer Doktorarbeit bei Theodor Kocher wurde er 1883 in Bern zum Dr. med. promoviert. 1884 wurde er Assistent von August Socin in Basel, wo er zugleich die Leitung der chirurgischen Poliklinik übernahm. Sein Nachfolger wurde Carl Sebastian Haegler.  
Garrè habilitierte sich 1886 in Basel und wurde Privatdozent für Chirurgie und Bakteriologie. An der chirurgischen Klinik in Tübingen wurde er 1888 Oberarzt und 1889 außerordentlicher Professor. 
Garrè kam 1894 auf den Lehrstuhl der Universität Rostock und wechselte 1901 an die Albertus-Universität Königsberg. Dort war Ludwig Halberstädter sein Assistent. Ab 1905 war Garré als Nachfolger des verstorbenen Johann von Mikulicz an der Schlesischen Friedrich-Wilhelms-Universität in Breslau. Schließlich war er von 1907 bis 1926 ordentlicher Professor für Chirurgie an der Rheinischen Friedrich-Wilhelms-Universität Bonn.
Im Ersten Weltkrieg war er Generalarzt. Durch Eigenversuch bewies er, dass Staphylococcus aureus Karbunkel und Furunkel verursachen. Die Universität Bonn und die Universität Genf verliehen ihm Ehrendoktorate. Er starb auf einer Erholungsreise nach Teneriffa.

## Veröffentlichungen (Auswahl)
- mit Heinrich Quincke: Grundriss der Lungenchirurgie. Jena 1903.
- Totalen Querriß des Pankreas durch Naht geheilt. In: Bruns Beiträge zur klinischen Chirurgie. Band 46, 1905, S. 233.
- mit Oskar Ehrhardt: Nierenchirurgie: ein Handbuch für Praktiker. S. Karger, Bern 1907.
- mit August Borchard: Lehrbuch der Chirurgie. Vogel, Leipzig 1920; 14. und 15. Auflage, bearbeitet von Rudolf Stich und Karl Heinrich Bauer. Berlin/Göttingen/Heidelberg 1949.
- mit Paul Krause: Therapie innerer Krankheiten. 2 Bände, G. Fischer, Jena 1911.